# Киньдюшев Іван Іванович
Іва́н Іва́нович Ки́ньдюшев (нар. 12 травня 1918 — 18 травня 1989) — радянський військовий льотчик часів Другої світової війни, гвардії майор. Герой Радянського Союзу (1944).

## Біографія
Народився 12 травня 1918 року в місті Севастополі в родині робітника. Росіянин. Закінчив 8 класів севастопольської школи № 5 і будівельний технікум.
До лав РСЧА призваний у серпні 1938 року. У 1940 році закінчив Краснодарське військове авіаційне училище штурманів. Військову службу проходив штурманом 7-го далекобомбардувального авіаційного полку.
Учасник німецько-радянської війни з червня 1941 року. Свій перший бойовий виліт здійснив 26 липня 1941 року на бомбардувальнику ДБ-3ф.
До вересня 1942 року штурман ланки 2-ї ескадрильї 3-го гвардійського авіаційного полку ДД 17-ї авіаційної дивізії ДД гвардії старший лейтенант І. І. Киньдюшев здійснив 85 бойових вильотів, з них 52 — вночі, на бомбардування ворожих аеродромів, залізничних вузлів, переправ, колон мотопіхоти і скупчень військ супротивника. Крім того, мав 6 бойових вильотів у глибокий тил супротивника (Берлін, Данциг, Кенігсберг, Варшава).
До червня 1944 року інструктор з радіонавігації — заступник штурмана 26-го гвардійського авіаційного полку далекої дії гвардії майор І. І. Киньдюшев здійснив 215 бойових вильотів, з них 190 — вночі.
Війну закінчив на посаді штурмана 19-го гвардійського бомбардувального авіаційного полку. Всього за роки війни здійснив 246 бойових вильотів, у тому числі 20 — на далекі цілі.
По закінченні війни продовжив військову службу в частинах ВПС СРСР. У 1951 році закінчив Військово-повітряну академію. Літав на реактивних літаках, був штурманом авіаційного корпусу. У 1960 році закінчив Військову академію Генерального штабу.
З 1973 року полковник І. І. Киньдюшев — у запасі. Мешкав у Москві. Помер 18 травня 1989 року. Похований на Кунцевському цвинтарі.

## Нагороди
Указом Президії Верховної Ради СРСР від 19 серпня 1944 року за мужність і відвагу, виявлені у боях з німецько-фашистськими загарбниками, гвардії майору Киньдюшеву Івану Івановичу присвоєне звання Героя Радянського Союзу з врученням ордена Леніна і медалі «Золота Зірка» (№ 4438).
Також нагороджений трьома орденами Червоного Прапора (31.12.1942, 08.08.1943, …), орденами Олександра Невського (18.07.1945), Вітчизняної війни 1-го ступеня (11.03.1985), Червоної Зірки () і медалями.

## Твори
І. І. Киньдюшев є автором книги військових мемуарів «До переможних світанків» (рос. К победным рассветам), що витримала кілька перевидань.